# Strynø Sogn
Strynø Sogn er et sogn i Langeland-Ærø Provsti (Fyens Stift).
I 1800-tallet var Strynø Sogn et selvstændigt pastorat. Det hørte til Sunds Herred i Svendborg Amt. Strynø sognekommune blev ved kommunalreformen i 1970 indlemmet i Rudkøbing Kommune, der ved strukturreformen i 2007 indgik i Langeland Kommune.
I Strynø Sogn ligger Strynø Kirke.
I sognet findes følgende autoriserede stednavne:
- Bondeholm (areal)
- Bredholm (areal)
- Buddiken (areal)
- Grensholm (areal)
- Græsholm (areal)
- Hundsøre Odde (areal)
- Strynø (areal)
- Strynø By (bebyggelse, ejerlav)
- Strynø Kalv (areal, bebyggelse)
- Vogterholm (areal)
- Øksenæbbe (areal)
- Ørerne (areal)